# Агуаруна
Агуаруна (самоназвание Awajún) —язык хиварской языковой семьи, на котором говорит народ агуаруна на севере Перу.

## Генеалогическая и ареальная информация
Язык агуаруна принадлежит к хиварской языковой семье вместе с тремя другими - шуар, ачуар-шивиар и уамбиса.
На агуаруна говорят в верховьях реки Мараньон и её притоках, на перуанской части границы с Эквадором. Большинство носителей проживает в регионе Амасонас, в меньшей степени распространён в соседних регионах Лорето, Сан-Мартин, Кахамарка.
Агуаруна обозначает также и сообщество, говорящее на данном языке, - коренной народ перуанских джунглей, действительное происхождение которого остаётся загадкой. Из-за своей воинственной натуры и труднодоступный местности проживания люди агуаруна были включены в Перуанское национальное общество только в конце 1950-х.
Носители выделяют две разновидности языка. Одна распространена в районе реки Ниева и ее притоках, другая - в районе реки Мараньон с её притоками. Основное различие состоит в том, что конечная фонема /h/ в слоге реализуется как [h] в разновидности Ниева, в то время как в разновидности Мараньон выступает аллофон [ŋ].

## Социолингвистическая информация
По данным на 2007 год на агуаруна говорят 53,400 человек. Согласно оценкам на 2009 год монолингвов почти нет, большинство носителей владеют испанским. Язык широко используется во всех сферах жизни. Школьное образование начинается с агуаруна с постепенным добавлением испанского.

## Типологическая характеристика

### Тип выражения грамматических значений
Агуаруна ― синтетический язык, грамматические значение выражаются при помощи аффиксов.
mídautʃu
mi-nau-tʃau
1SG-POSS-NEG
'not mine'  ㅤ 'не моё'
batʃítan
batʃita-na
machete-ACC
'мачете'

### Характер границы между морфемами
Агуаруна ― преимущественно агглютинативный (с элементами фузии).
dúkumatʃi
dúku-ma-tʃi
eat-FUT-1SG
'I will eat'  ㅤ 'я буду есть'

#### Пример с фузией
puhú-ka
come-PAST.3SG
'he came'  ㅤ 'он пришёл'

### Локус маркирования
В поссесивной именной группе
В поссесивной именной группе вершинное маркирование (необязательно наличие посессора).
pata-hĩ a-ina-u
family-PERT:1PL/3 COP-PL:IMPFV-REL
'his family members'  ㅤ 'члены его семьи'
В предикации
В предикации маркирование варьирующее: объект маркируется суффиксом аккузатива -na за исключением случаев, когда субъект второго лица или первого множественного числа действует на объект, отличный от первого лица единственного числа.
tsabáu yuwáta
tsamau yu-a-ta
banana eat-HIAF-IMP
'eat a banana!'  ㅤ 'ешь банан!'
Объект не маркирован.
mína naŋkimhuáta
mi-na naŋkima-hu-a-ta
1SG-ACC throw-1SG.OBJ-HIAF-IMP
'throw me!' ㅤ  'кинь мне!'
Объект в первом лице стоит в аккузативе.

### Тип ролевой кодировки
Тип ролевой кодировки в агуаруна ― номинативно-аккузативный.
núwa hapímkutʃin ɨŋkɨau ́
nuwa hapimuku-utʃi-na ɨŋkɨ-a-u
woman broom-DIM-ACC put-IMPFV-REL
'the women put their brooms (in baskets)'  ㅤ 'женщины положили свои мётлы (в корзины)'
awá yapáɨ
awá yapá-ɨ
dog run-3SG
'собака бежит'
awá kúmɨ
awá kúm-ɨ
dog sleep-3SG
'собака спит'

### Базовый порядок слов
Базовый порядок слов в агуаруна ― SOV (S — субъект, О — прямое дополнение, V — глагол).
wi ataʃu-na yu-a-ta-ha-i
1SG chicken-ACC eat-HIAF-IFUT-1SG-DECL
'I’m going to eat chicken' ㅤ  'я собираюсь есть курицу'

## Языковые особенности

### Род
В агуаруна род грамматически не выражается - вместо этого есть некоторые термины родства, а также пять существительных, в значение которых заложено выражение рода: nuwa (женщина) - aiʃmaŋku (мужчина); ʃaŋkai(свинья) - sukisiki (боров); ãyumpa (петух). Причем для петуха нет специального противопоставления в значении курица.
Для выражения рода к существительным прибавляются слова nuwa (женщина) и aiʃmaŋku (мужчина):
útʃi núwa ㅤ  ㅤ  ㅤ ㅤ  ㅤ   ㅤ  ㅤ   ㅤ ㅤ útʃi áiʃmaŋ
utʃi nuwa ㅤ  ㅤ  ㅤ   ㅤ  ㅤ ㅤ  ㅤ  ㅤ  ㅤ  ㅤ  ㅤutʃi aiʃmaŋku
child woman  ㅤ  ㅤ ㅤ  ㅤ    ㅤ ㅤ  ㅤchild man
'girl'  ㅤ 'девочка' ㅤ   ㅤ  ㅤ   ㅤㅤ 'boy'  ㅤ 'мальчик'
В агуаруна только термины родства могут иметь маркеры вокатива и пертенсива (часто оба сразу):
yatsuhú
yatsu-hu
brother-PERT:1SG+VOC
'my brother!' ㅤ  'мой брат!'

### Миративность
Миративность как независимая от эвиденциальности категория выражается суффиксом -hama. Миративное значение в языке агуаруна отражает несоответствие информации ожиданию адресата.
Миративные маркеры наблюдаются в таких языках Южной Америки как кечуа, аймара и пр.
Суффикс -hama выражает лишь одно из часто выделяемых в литературе миративных значений (например, не выражает значение неожиданного открытия, удивления, новизну информации и пр.), из-за чего часто глоссируется как CNTR.EXP вместо ожидаемого MIR.
Примечательно, что в языке агуаруна миративность не только не является «побочной» категорией эвиденциальности, но и, по-видимому, не содержит никаких эвиденциальных оттенков смысла в принципе.
Относительно нетипичной чертой миративности в агуаруна является кодирование удивления адресата, а не говорящего.
Пример ниже взят из истории, в которой потерявшаяся в лесу женщина, случайно возвращается в собственный сад:
húu mína ahahuaháma
hu mi-na aha-hu-a-hama
PRX 1SG-ACC garden-1SG-COP-CNTR.EXP
'this is my garden!'  ㅤ 'это мой сад!'
Следующий пример взят из истории, в которой жители деревни наконец-то понимают, кто их убивает:
áuk amupaháma
au-ka amu-pa-hama
DST-FOC terminate-1PL.OBJ:3-CNTR.EX
'he is killing us!' ㅤ  'он убивает нас!'

## Список сокращений
1, 2, 3 - 1, 2, 3 лицо
SG - единственное число
POSS - поссессив
NEG - отрицание
ACC - аккузатив
VOC - вокатив
FUT - будущее время
PAST - прошедшее время
PERT - пертенсив
PL - множественное число
COP - копула
IMPFV - имперфективный аспект
REL - релятивизатор
IMP - императив
HIAF - высокая аффектация
OBJ - объект
DIM - диминутив
IFUT - непосредственное будущее время (immediate future)
DECL - декларатив
CNTR.EX - миративное значение, выражающее несоответствие информации ожиданию адресата (counter-expectation)

## Список использованной литературы
Simon E. Overall, A Grammar of Aguaruna (Iiniá Chicham) (2007) ISBN 9783110405590